# 方象璿
方象璿（1659年—1715年），字舜儀，浙江嚴州府遂安縣人。清朝康熙三十五年（1696年）舉人，揀選知縣，子方引彥亦為舉人。